# アワカテコ語
アワカテコ語（アワカテコご、Awakateko）はアグアカテコ語（Aguacateco）ともいい、グアテマラ北西部のウェウェテナンゴ県アグアカタンで話される言語。マヤ語族の大マム語群に属する。話者数は2001年に約1万6千人だった。
北にイシル語、南にキチェ語、西にマム語が話されるこの地域の言語は複雑で、狭い範囲にアワカテコ語のほかにウスパンテコ語、サカプルテコ語、シパカペンセ語のような言語が存在する。
2003年に、従来アワカテコ語の方言と考えられてきたチャルチテコ語がグアテマラ・マヤ言語アカデミーによってグアテマラで話されるマヤ語族の22番目の独立した言語として公認された。
アグアカタン北部ではキチェ語が話されている。

## 音声
アワカテコ語の音韻体系はマム語のものによく似ている。そり舌音があり、また口蓋化した軟口蓋音 ky kyʼ が独立した音素として存在している。
- kay [kaj̥] 「魚」
- kyaq [kʲaqʰ] 「赤い」
- samlikʼ [samlikʰ] 「砂」
- xiikyʼ [ʂiːkʲʼ] 「羽根」

## 文法
アワカテコ語は他のマヤ語と同様に能格言語で、人称接辞にA型（能格）とB型（絶対格）の区別がある。他動詞の主語(A)はA型、他動詞の目的語(O)と自動詞の主語(S)はB型の接辞によって標示される。アワカテコ語は時間や目的などを表す従属節の中で分裂能格性を示し、自動詞の主語がA型の接辞によって標示されるようになる。他動詞に関しては従属節の中でも人称接辞の種類は変わらないが、他動詞の前に方向語(directional)が加えられた場合、目的語は方向語の前に加えられたA型の人称接辞によって標示される（したがって、A・O・SがすべてA型の人称接辞で標示される）。この点でアワカテコ語は通常の分裂能格性を示すイシル語のタイプと、他動詞の前に方向語が必須ですべてがA型になるマム語のタイプの中間的な状態を示すと言える。
アワカテコ語の基本的語順はVSO型である。

## 関連文献
- Vázquez Mendoza, Cruz (2001). Xtxoolb'iliil qayool: gramática descriptiva Awakateka. Guatemala: Academia de lenguas Mayas de Guatemala